# Katona Bálint
Katona Bálint (Budapest, 2002. szeptember 7. –) magyar utánpótlás válogatott labdarúgó, a Nyíregyháza Spartacus játékosa.

## Pályafutása

### Klubcsapatokban
Katona Bálint Budapesten született, a Vasasban nevelkedett. Felnőtt pályafutását a Ferencváros második csapatánál kezdte. Innen adták kölcsön Kecskemétre, ahol az NB II-ben, majd az NB I-ben is ezüstérmet szerzett csapat alapembere volt. A két év alatt 33 NB II-es és 33 NB I-es mérkőzésen öt, illetve nyolc gólt szerzett,  majd 2023 júniusában visszatért az FTC-hez.
2023. november 30-án az Európa-konferencialiga F-csoportjának 5. fordulójában a Čukarički ellen idegenben 2–1-re megnyert mérkőzés 83. percében gólpasszt adott Zachariassennek.
2024. augusztus 31-én visszatért Kecskemétre, egy egy évre szóló kölcsönszerződés keretében.

## Sikerei, díjai

### Klubcsapatokkal
Kecskeméti TE
- Másodosztályú  magyar labdarúgó-bajnokság ezüstérmes: 2021–22
- Magyar labdarúgó-bajnokság ezüstérmes: 2022–23[4]

 Ferencváros
- Magyar bajnok (1): 2023–24
- Magyar kupa ezüstérmes (1): 2024[5]

### Egyéni
- A legjobb 21 éven aluli játékos a HLSZ szavazásán:[6] 2022–23